# 1996 EN
1996 EN är en asteroid i huvudbältet som upptäcktes den 15 mars 1996 av NEAT vid Haleakalā-observatoriet.
Asteroiden har en diameter på ungefär 2 kilometer och den tillhör asteroidgruppen Apollo.